# Henry B. Quinby
Henry Brewer Quinby, född 10 juni 1846 i Biddeford, Maine, död 8 februari 1924 i New York, New York, var en amerikansk politiker (republikan). Han var New Hampshires guvernör 1909–1911.
Quinby efterträdde 1909 Charles M. Floyd som guvernör och efterträddes 1911 av Robert P. Bass.